# Epicharis affinis
Epicharis affinis är en biart som beskrevs av Smith 1874. Epicharis affinis ingår i släktet Epicharis och familjen långtungebin. Inga underarter finns listade i Catalogue of Life.